# Surrealisme
Surrealisme er en kunstnerisk stilperiode i Europa 1924 - ca. 1960. I Danmark dog først fra ca. 1930. Kunstretningen gengiver det underbevidste symbolsk.
Med Freuds og Jungs psykoanalyse i begyndelsen af det 20. århundrede opstod nye retninger inden for kunsten som en del af det moderne gennembrud. En af dem er surrealismen.
Surrealisterne ønskede gennem deres kunst at udstille både deres private drømme, fantasier, ubevidste seksuelle drifter og storbyens, kapitalismens og 1. verdenskrigs vanvid og absurditet. Surrealisternes kunst udstillede menneskets dyriske drifter og er en skarp kritik af den voksende industrielle kapitalismes rationalismetyranni.
Mange surrealister var reformsocialister eller revolutionære marxister, der gennem deres kunst forsøgte at vælte det pæne borgerskabs fornuftskultur og muliggøre en ”surrealistisk” tilværelse, hvor de frit kan udtrykke deres lyster uden kapitalismens sociale fornedring eller rationalismens behovsundertrykkelse.
På den måde henter den surrealistiske bevægelse inspiration fra Karl Marx og fra psykoanalysens grundlægger Sigmund Freud. Surrealisterne var meget optaget af en ”friere” seksualitet ganske som samtidens kulturradikale.
Surrealisternes forbindelse til den freudianske psykoanalyse kom allertydeligst til udtryk, da den franske forfatter André Breton (1896-1966) skrev surrealisternes litterære manifest (Manifeste du surréalisme fra 1924). Heri skrev han, at det er kunstnerens fornemste opgave at udforske sit eget ubevidste og vise det igennem sin kunst. Endvidere skrev André Breton: ”Surrealismen bygger på troen på den højere virkelighed bag visse former for associationer, som før surrealismen var forblevet upåagtet; på drømmens almagt og tankens uegennyttige leg.”
Den verdenskendte surrealistiske maler Salvador Dalí malede mange forunderlige billeder i denne stilperiode.
Af danske surrealister kan nævnes Børge Christiansen, Sven Dalsgaard, Wilhelm Freddie, Rita Kernn-Larsen og Vilhelm Bjerke-Petersen.

## Kendte surrealister
- Andre Breton
- Achraf Baznani
- Salvador Dalí
- René Daumal
- Tristan Tzara
- Claude Cahun
- Frida Kahlo
- Jacek Yerka
- Luis Buñuel
- René Magritte

## Danske surrealister
- Wilhelm Freddie
- Richard Mortensen
- Vilhelm Bjerke Petersen
- Rita Kernn-Larsen
- Jørgen Boberg
- Gustaf Munch-Petersen

## Bøger
- Achraf Baznani, History of Surrealism. Edilivre, France 2018, (ISBN 978-2-414-21510-2).